# Oum Chheang Sun
Oum Chheang Sun (em quemer:  អ៊ុំ ឈាងស៊ុន; 1 de junho de 1900 - 1963) foi o primeiro-ministro do Camboja de março a outubro de 1951 e novamente de janeiro a fevereiro de 1956.